# Piper pertomentellum
Piper pertomentellum är en pepparväxtart som beskrevs av Trel. & Yunck.. Piper pertomentellum ingår i släktet Piper och familjen pepparväxter. Inga underarter finns listade i Catalogue of Life.